# سیارک ۲۱۶۷۴
سیارک ۲۱۶۷۴ (به انگلیسی: 21674 Renaldowebb، نامگذاری:1999RG18) بیست و یک هزار و ششصد و هفتاد و چهارمین سیارک کشف شده‌است که در ۷ سپتامبر ۱۹۹۹ کشف شد.
قدر مطلق سیارک برابر ۲۱.۴ است.